# Fredrik Mossestad
Fredrik Mossestad, född 26 november 1993 i Bergen, är en norsk handbollsspelare (högersexa). Han spelar sedan 2020 för IFK Skövde, som han kom till från norska FyllingenBergen.
Under sin första säsong i Skövde gjorde han flest bollstölder i hela ligan. Han spelade även sin första SM-final mot IK Sävehof sin första säsong, där fick laget stryk men 0-3 i matcher.
2021/2022 förlängde han sitt kontrakt 2024 och spelade sin andra raka SM-final med IFK, denna gång mot Ystads IF.